# استئصال
الاستئصال (بالإنجليزية: Ablation)‏ له عدة معاني، منها:

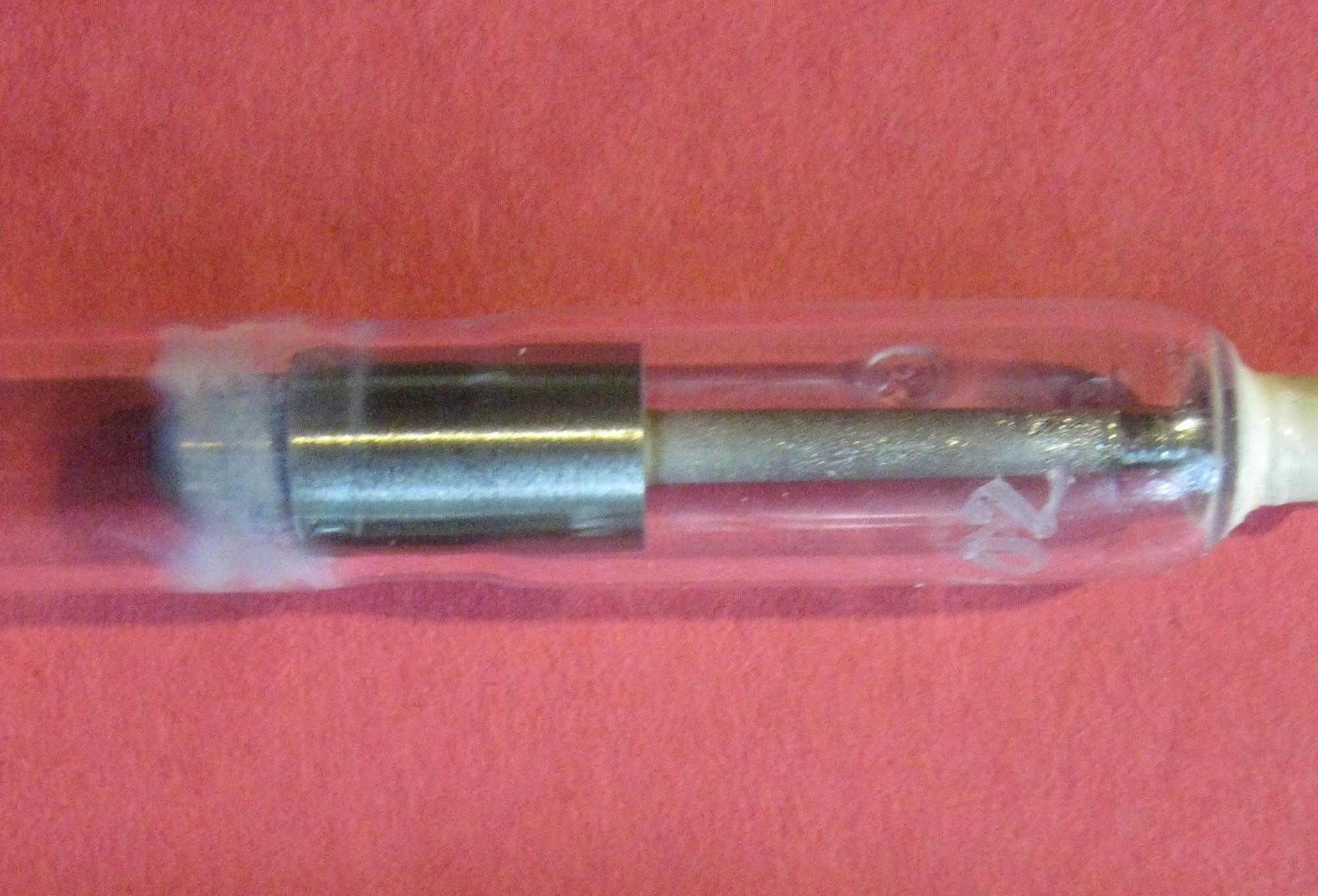

في الهندسة التطبيقية، الاستئصال هو إزالة المواد من سطح الكائن عن طريق التبخير، التقطيع، أو عمليات التعرية الأخرى. وفيما يلي أمثلة على مواد الاستئصال، وتشمل مواد المركبات الفضائية لأغراض الصعود والعودة في الغلاف الجوي، والجليد والثلوج في علم الجليد، والأنسجة البيولوجية في الطب، ومواد الوقاية السلبية من الحريق.
في الطب، الاستئصال هو نزع عضو أو جزء من جسم من خلال إجراء عملية جراحية. 